# Convocazioni per il UEFA Under-19 Futsal Championship 2019
Quello che segue è l'elenco di giocatori convocati per ogni nazionale ai UEFA Under-19 Futsal Championship 2019. Ogni nazione doveva presentare una squadra composta da 14 giocatori. Un minimo di due portieri dovevano essere inclusi nella lista della squadra.

## Gruppo A

### Lettonia
Allenatore: Arturs Šketovs
| N. | Pos. | Giocatore               | Data di nascita/Età | Squadra |
| -- | ---- | ----------------------- | ------------------- | ------- |
| 1  | POR  | Renārs Škesters-Kambals |                     |         |
| 2  | DIF  | Grigorijs Cvetkovs      |                     |         |
| 3  | PIV  | Pēterivs Ivenkovs       |                     |         |
| 4  |      | Ņikita Jelagovs         |                     |         |
| 5  | PIV  | Artjoms Kozlovskis      |                     |         |
| 6  |      | Ruslans Medvedins       |                     |         |
| 7  |      | Aivars Daņilovs         |                     |         |
| 8  |      | Maikars Siņakovs        |                     |         |
| 9  |      | Danils Maligins         |                     |         |
| 10 | PIV  | Edgars Tarakanovs       |                     |         |
| 11 |      | Toms Kristians Grīslis  |                     |         |
| 12 | POR  | Arturs Meikulāns        |                     |         |
| 13 | PIV  | Žanuels Skopenko        |                     |         |
| 14 |      | Andrejs Iļjins          |                     |         |

### Polonia
Allenatore: Łukasz Żebrowski
| N. | Pos. | Giocatore               | Data di nascita/Età        | Squadra              |
| -- | ---- | ----------------------- | -------------------------- | -------------------- |
| 1  | POR  | Krzysztof Iwanek        | 26 luglio 2000 (19 anni)   | Rekord Bielsko-Biała |
| 3  | DIF  | Mateusz Prokop          | 5 giugno 2000 (19 anni)    | BSF Bochnia          |
| 4  | DIF  | Michał Groń             | 30 giugno 2001 (18 anni)   | Rekord Bielsko-Biała |
| 5  | DIF  | Mateusz Matlęga         | 3 aprile 2000 (19 anni)    | BSF Bochnia          |
| 6  | PIV  | Paweł Piór              | 6 agosto 2000 (19 anni)    | LZS Dragon Bojano    |
| 7  | DIF  | Jakub Raszkowski        | 10 agosto 2000 (19 anni)   | KS Constract Lubawa  |
| 8  | DIF  | Piotr Matras            | 27 maggio 2000 (19 anni)   | BSF Bochnia          |
| 9  | PIV  | Tomasz Palonek          | 5 maggio 2000 (19 anni)    | BSF Bochnia          |
| 10 | DIF  | Bartosz Borowik         | 1º marzo 2000 (19 anni)    | FC Toruń             |
| 11 | PIV  | Paweł Lisiński          | 20 luglio 2000 (19 anni)   | GKS Futsal Tychy     |
| 12 | POR  | Patryk Puzio            | 23 aprile 2000 (19 anni)   | GKS Futsal Tychy     |
| 13 | DIF  | Maksymilian Lewandowski | 18 aprile 2000 (19 anni)   | TAF Toruń            |
| 14 | DIF  | Konrad Jekiełek         | 20 febbraio 2000 (19 anni) | FC Toruń             |
| 20 | POR  | Tomasz Warszawski       | 30 giugno 2000 (19 anni)   | Legia Varsavia       |

### Portogallo
Allenatore: José Luís Mendes
| N. | Pos. | Giocatore          | Data di nascita/Età        | Squadra          |
| -- | ---- | ------------------ | -------------------------- | ---------------- |
| 1  | POR  | Bernardo Paçó      | 19 aprile 2000 (19 anni)   | Sporting Lisbona |
| 2  | LAT  | Nuno Chuva         | 18 luglio 2000 (19 anni)   | Leões            |
| 3  | DIF  | Rui Moreira        | 26 febbraio 2001 (18 anni) | Benfica          |
| 4  | LAT  | Daniel Costa       | 26 dicembre 2000 (18 anni) | CS São João      |
| 5  | DIF  | Ricardo Pinto      | 19 aprile 2000 (19 anni)   | Sporting Lisbona |
| 6  | DIF  | Célio Coque        | 1º maggio 2000 (19 anni)   | Benfica          |
| 7  | PIV  | Hugo Neves         | 5 maggio 2000 (19 anni)    | Sporting Lisbona |
| 8  | DIF  | Tomás Paçó         | 19 aprile 2000 (19 anni)   | Sporting Lisbona |
| 9  | PIV  | Tomás Reis         | 14 gennaio 2000 (19 anni)  | Braga            |
| 10 | LAT  | Gustavo Rodrigues  | 17 dicembre 2000 (18 anni) | Braga            |
| 11 | LAT  | Sévio Marcelo      | 5 dicembre 2000 (18 anni)  | Sporting Lisbona |
| 12 | POR  | Martim Figueira    | 23 gennaio 2000 (19 anni)  | Benfica          |
| 13 | LAT  | Francisco Oliveira | 25 aprile 2001 (18 anni)   | Leões            |
| 14 | LAT  | Ricardo Lopes      | 26 febbraio 2001 (18 anni) | Braga            |

### Russia
Allenatore:  Konstantin Maevskij
| N. | Pos. | Giocatore            | Data di nascita/Età | Squadra |
| -- | ---- | -------------------- | ------------------- | ------- |
| 1  | POR  | Kirill Iarullin      |                     |         |
| 2  |      | Ilia Barbakov        |                     |         |
| 3  |      | Ilia Fedorov         |                     |         |
| 4  |      | Danil Karpiuk        |                     |         |
| 5  |      | Pavel Karpov         |                     |         |
| 6  |      | Pavel Sysiolatin     |                     |         |
| 7  |      | Igor Cherniavskii    |                     |         |
| 8  | PIV  | Maxim Okulov         |                     |         |
| 9  | PIV  | Danil Samusenko      |                     |         |
| 10 | PIV  | Kamil Gereikhanov    |                     |         |
| 11 | DIF  | Denis Titkov         |                     |         |
| 12 | POR  | Denis Subbotin       |                     |         |
| 13 |      | Kirill Starostin     |                     |         |
| 14 | DIF  | Aleksei Belousov     |                     |         |
| 17 |      | Vladislav Golovachev |                     |         |

## Gruppo B

### Croazia
Allenatore: Marinko Mavrović
| N. | Pos. | Giocatore      | Data di nascita/Età         | Squadra         |
| -- | ---- | -------------- | --------------------------- | --------------- |
| 1  | POR  | Nikola Čizmić  | 31 ottobre 2000 (18 anni)   | Spalato         |
| 2  | PIV  | Duje Dragun    | 6 aprile 2000 (19 anni)     | MNK Aurelia     |
| 3  | DIF  | Filip Petrušić | 28 dicembre 2000 (18 anni)  | MNK Osijek      |
| 4  | LAT  | Božo Sučić     | 5 agosto 2000 (19 anni)     | Spalato         |
| 5  | DIF  | Toni Rendić    | 11 settembre 2000 (18 anni) | Spalato         |
| 6  | LAT  | Antonijo Papac | 12 giugno 2000 (19 anni)    | Uspinjača       |
| 7  | DIF  | Jakov Hrstić   | 25 agosto 2000 (19 anni)    | Spalato         |
| 8  | LAT  | Dominik Cvišić | 4 marzo 2000 (19 anni)      | Dinamo Zagabria |
| 9  | PIV  | Vicko Radić    | 31 gennaio 2001 (18 anni)   | Spalato         |
| 10 | LAT  | Josip Jurlina  | 13 gennaio 2000 (19 anni)   | Spalato         |
| 11 | LAT  | Fran Vukelić   | 9 ottobre 2001 (17 anni)    | Uspinjača       |
| 12 | POR  | Filip Radaj    | 10 settembre 2000 (18 anni) | Crnica          |
| 13 | LAT  | Jakov Mudronja | 23 settembre 2000 (18 anni) | Heroji 2007     |
| 14 | DIF  | Mateo Mužar    | 28 giugno 2001 (18 anni)    | Dinamo Zagabria |

### Ucraina
Allenatore: Vitalii Odehov
| N. | Pos. | Giocatore            | Data di nascita/Età | Squadra |
| -- | ---- | -------------------- | ------------------- | ------- |
| 1  | POR  | Yevhenii Kozlov      |                     |         |
| 2  |      | Ihor Tymtsiv         |                     |         |
| 3  |      | Vadym Medenets       |                     |         |
| 4  | PIV  | Eduard Nahornyi      |                     |         |
| 5  | DIF  | Denys Blank          |                     |         |
| 7  | PIV  | Vladyslav Zavertanyi |                     |         |
| 8  |      | Oleh Nehela          |                     |         |
| 9  |      | Danylo Bielan        |                     |         |
| 10 | PIV  | Vladyslav Sorokin    |                     |         |
| 12 | POR  | Mykola Huivan        |                     |         |
| 14 |      | Marian Masevych      |                     |         |
| 15 |      | Petro Seniuk         |                     |         |
| 17 |      | Yaroslav Kvasnii     |                     |         |
| 19 | PIV  | Eduard Volkov        |                     |         |

### Spagna
Allenatore: Albert Canillas Alavés
| N. | Pos. | Giocatore                  | Data di nascita/Età        | Squadra       |
| -- | ---- | -------------------------- | -------------------------- | ------------- |
| 1  | POR  | Álvaro Recio               | 13 aprile 2000 (19 anni)   | Santiago      |
| 2  | LAT  | Bernat Povill              | 5 luglio 2001 (18 anni)    | Barcellona    |
| 3  | PIV  | Nicolás Marrón Bleda       | 7 maggio 2002 (17 anni)    | Barcellona    |
| 4  | DIF  | Néstor Valle Gómez         | 28 aprile 2000 (19 anni)   | Santiago      |
| 5  | LAT  | Ignacio Torres Salazar     | 24 febbraio 2000 (19 anni) | ElPozo Murcia |
| 6  | LAT  | Alejandro Cerón Albert     | 15 luglio 2000 (19 anni)   | Barcellona    |
| 7  | LAT  | David Peña                 | 31 maggio 2000 (19 anni)   | Barcellona    |
| 8  | DIF  | Ricardo Mayor              | 21 febbraio 2000 (19 anni) | ElPozo Murcia |
| 9  | PIV  | Jesús Gordillo             | 8 febbraio 2001 (18 anni)  | Palma         |
| 10 | DIF  | Antonio Pérez              | 19 ottobre 2000 (18 anni)  | Jaén          |
| 11 | LAT  | Christian Povea Ruiz       | 6 agosto 2001 (18 anni)    | ElPozo Murcia |
| 12 | POR  | Antonio Navarro López      | 5 aprile 2001 (18 anni)    | ElPozo Murcia |
| 14 | LAT  | Cristian Molina Pardo      | 5 novembre 2000 (18 anni)  | Móstoles      |
| 15 | PIV  | Adrián Rodríguez Mosteirín | 5 febbraio 2000 (19 anni)  | Santiago      |

### Paesi Bassi
Allenatore:  Hjalmar Hoekema
| N. | Pos. | Giocatore                | Data di nascita/Età | Squadra |
| -- | ---- | ------------------------ | ------------------- | ------- |
| 1  | POR  | Youssef Ben Sellam       |                     |         |
| 2  | DIF  | Adnane El Tarrahi        |                     |         |
| 3  |      | Fabian Hendriks          |                     |         |
| 4  | DIF  | Tim Taylor               |                     |         |
| 5  | PIV  | Kevin van Londen         |                     |         |
| 6  |      | Jesper van Halderen      |                     |         |
| 7  | DIF  | Colin Kamp               |                     |         |
| 8  |      | Nabil Azzannagui         |                     |         |
| 9  |      | Hamza Benali             |                     |         |
| 10 |      | Mohamed Saber Ben Khalou |                     |         |
| 11 |      | Faical Amheye            |                     |         |
| 12 | POR  | Tom Sterkenburg          |                     |         |
| 13 | PIV  | Sem Biezen               |                     |         |
| 14 |      | Ezra Papilaja            |                     |         |